# Eugenia Martínez de Irujo
María Eugenia Brianda Timotea Cecilia Martínez de Irujo i Fitz-James Stuart (Madrid, Espanya, 26 de novembre de 1968) és una aristòcrata espanyola, XII duquessa de Montoro, Gran d'Espanya i la menor i única dona dels sis fills de Luis Martínez de Irujo y Artázcoz i Cayetana Fitz-James Stuart, XVIII Duquessa d'Alba de Tormes.
El 23 d'octubre de 1998 en la Catedral de Sevilla va contreure matrimoni amb el torero Francisco Rivera Ordóñez, cerimònia que va comptar amb aproximadament 1400 convidats, entre ells els Ducs de Lugo. D'aquest matrimoni, que va ser declarat nul, va néixer una filla, Cayetana Rivera y Martínez de Irujo (Sevilla, Espanya, 16 d'octubre de 1999).
Després en 2005 María Eugenia va tenir una relació amb Gonzalo Miró fins al 2009.
Ha demostrat estar allunyada de la vida palatina de la seva família. Va deixar de viure entre les residències oficials de la Casa d'Alba, establint-se en la seva finca La Pizana, en Gerena. En el repartiment previ de l'herència de la seva mare, a Eugenia també li va correspondre la finca d'Eivissa "S'Aufabaguera" ("l'alfàbrega" en eivissenc) en Cala Salada.
El 17 de novembre de 2017 va contreure matrimoni amb Narcís Rebollo Melció, president d'Universal Music Espanya i Portugal, a Las Vegas, Nevada.